# Oneri deducibili
Gli oneri deducibili sono spese, tassativamente elencate dall'Art. 10, D.P.R. 22 dicembre 1986 n. 917, che possono essere sottratte dal reddito complessivo rilevante ai fini Irpef prima del calcolo dell'imposta.
Affinché gli oneri di cui all'Art. 10, D.P.R. 917/1986 siano deducibili, questi devono essere stati effettivamente sostenuti, ovvero pagati, dal contribuente nel proprio interesse o in quello delle persone fiscalmente a suo carico nell'anno oggetto di dichiarazione. Detti oneri non devono essere altresì deducibili dai singoli redditi che concorrono a formare il reddito complessivo.
Il contribuente è obbligato a conservare la documentazione originale relativa agli oneri sostenuti fino alla decorrenza dei termini per l'accertamento, ovvero 5 anni.
I seguenti oneri sostenuti dal contribuente possono essere dedotti dal reddito complessivo:
- i canoni, livelli, censi ed altri oneri gravanti sui redditi degli immobili che concorrono a formare il reddito complessivo, compresi i contributi ai consorzi obbligatori per legge o in dipendenza di provvedimenti della Pubblica Amministrazione; sono in ogni caso esclusi i contributi agricoli unificati (Art. 10, c. 1, lettera a, D.P.R. 917/1986);
- le spese mediche e quelle di assistenza specifica necessarie nei casi di grave e permanente invalidità o menomazione, sostenute dai soggetti portatori di handicap  (Art. 3, L. 5 febbraio 1992, n. 104) (Art. 10, c. 1, lettera b, D.P.R. 917/1986);
- gli assegni periodici corrisposti al coniuge, ad esclusione di quelli destinati al mantenimento dei figli (che se manca la quantificazione sono pari al 50%), in conseguenza di separazione legale ed effettiva, di scioglimento o annullamento del matrimonio o di cessazione dei suoi effetti civili, nella misura in cui risultano da provvedimenti dell'autorità giudiziaria (Art. 10, c. 1, lettera c, D.P.R. 917/1986);
- gli assegni periodici corrisposti in forza di testamento o di donazione modale e, nella misura in cui risultano da provvedimenti dell'autorità giudiziaria, gli assegni alimentari corrisposti al coniuge, ai figli legittimi o legittimati o naturali o adottivi, ai genitori, agli adottanti, ai generi e alle nuore, al suocero e alla suocera, ai fratelli e alle sorelle germani o unilaterali (Art. 433, Codice Civile) (Art. 10, c. 1, lettera d, D.P.R. 917/1986);
- le somme assoggettate a tassazione restituite al soggetto erogatore, se hanno concorso a formare il reddito in anni precedenti (Art. 10, lettera d-bis, D.P.R. 917/1986);
- i contributi previdenziali ed assistenziali versati in ottemperanza a disposizioni di legge, nonché quelli versati facoltativamente alla gestione della forma pensionistica obbligatoria di appartenenza, ivi compresi quelli per la ricongiunzione di periodi assicurativi. Sono altresì deducibili i contributi versati al Fondo di previdenza per le persone che svolgono lavori di cura non retribuiti derivanti da responsabilità familiari (Art. 1, D.Lgs. 16 settembre 1996 n. 565) (Art. 10, c. 1, lettera e, D.P.R. 917/1986);
- i contributi versati alle forme pensionistiche complementari e i contributi e premi versati alle forme pensionistiche individuali per un importo complessivamente non superiore al 12% del reddito complessivo (successivamente eliminato) e comunque non superiore a Euro 5.164,57. Se alla formazione del reddito complessivo concorrono redditi di lavoro dipendente, relativamente a tali redditi, la deduzione compete per un importo complessivamente non superiore al doppio della quota di TFR destinata alle forme pensionistiche, entro i predetti limiti del 12% (successivamente eliminato) del reddito complessivo e di Euro 5.164,57 (Art. 10, c. 1, lettera e-bis, D.P.R. 917/1986);
- i contributi versati ai fondi integrativi del Servizio sanitario nazionale istituiti, anche per familiari a carico per la sola parte non dedotta da questi, nel limite di Euro 2.065,83 (Art. 10, c. 1, lettera e-ter, D.P.R. 917/1986);
- le somme corrisposte ai dipendenti, chiamati ad adempiere funzioni presso gli uffici elettorali (Art. 119,  D.P.R. 30 marzo 1957, n. 361, Art. 1, L. 30 aprile 1981, n. 178) (Art. 10, c. 1, lettera f, D.P.R. 917/1986);
- i contributi, le donazioni ai paesi in via di sviluppo se erogati in favore delle organizzazioni non governative (ONG) idonee ai sensi dell'articolo 28 della legge 26 febbraio 1987, n. 49, per un importo non superiore al 2 per cento del reddito complessivo dichiarato (Art. 10, c. 1, lettera g, D.P.R. 917/1986);
- le indennità per perdita dell'avviamento corrisposte dall'inquilino in caso di cessazione della locazione di immobili urbani adibiti ad usi diversi da quello di abitazione (Art. 10, c. 1, lettera h, D.P.R. 917/1986);
- le erogazioni liberali in denaro, fino all'importo di Euro 1.032,91, a favore dell'Istituto centrale per il sostentamento del clero della Chiesa cattolica italiana, nonché all'Unione Italiana della Chiesa Valdese, all'ente morale Assemblee di Dio in Italia, alla Tavola Valdese, all'Unione Cristiana Evangelica Battista d'Italia, alla Chiesa Evangelica Luterana in Italia e all'Unione delle Comunità Ebraiche Italiane (Art. 10, c. 1, lettera i - l, D.P.R. 917/1986);
- il 50% delle spese sostenute dai genitori adottivi per l'espletamento della procedura di adozione di minori stranieri (Titolo III, Capo I, L. 4 maggio 1983, n. 184) (Art. 10, c. 1, lettera l-bis, D.P.R. 917/1986);
- le erogazioni liberali in denaro per il pagamento degli oneri difensivi dei soggetti ammessi al patrocinio a spese dello Stato, anche quando siano eseguite da persone fisiche (Art. 10, c. 1, lettera l-ter, D.P.R. 917/1986);
- le erogazioni liberali in denaro effettuate a favore di università, fondazioni universitarie (Art. 59, c. 3, L. 23 dicembre 2000, n. 388), e di istituzioni universitarie pubbliche, degli enti di ricerca pubblici, ovvero degli enti di ricerca vigilati dal Ministero dell'istruzione, dell'università e della ricerca, ivi compresi l'Istituto superiore di sanità e l'Istituto superiore per la prevenzione e la sicurezza del lavoro, nonché degli enti parco regionali e nazionali (Art. 10, c. 1, lettera l-quarter, D.P.R. 917/1986);
- l'abitazione principale, se questa concorre alla formazione del reddito complessivo, per un importo fino all'ammontare della rendita catastale dell'unità immobiliare stessa e delle relative pertinenze, rapportato al periodo dell'anno durante il quale sussiste tale destinazione ed in proporzione alla quota di possesso di detta unità immobiliare (Art. 10, c. 3-bis, D.P.R. 917/1986).